# 尚维昂
尚维昂，镶蓝旗漢軍人，清朝政治人物。官學生出身。
尚维昂曾于嘉庆二十四年接替钱景文任龙岩州知州一职，道光二年由张缙云接任。